# Bambé
Bambé est une commune rurale située dans le département de Faramana de la province du Houet dans la région du Hauts-Bassins au Burkina Faso.

## Géographie
Bambé est située à environ 5 km au sud-est de Faramana. La commune est traversée par la route nationale 9.